# Hanging Lake
Hanging Lake är en sjö i Antarktis. Den ligger i Östantarktis. Australien gör anspråk på området. Hanging Lake ligger 290 meter över havet.